# 落合橋 (国道254号)
落合橋（おちあいばし）は、埼玉県川越市 - 比企郡川島町の入間川・小畔川・越辺川に架かる一般国道254号の橋長562.6 m（メートル）の桁橋。

## 概要
落合橋は入間川・小畔川・越辺川の3川の合流部を渡河する。
- 形式 - 単純合成鈑桁橋1連 + 3径間連続鈑桁橋1連 + 単純合成鈑桁橋1連 + 単純合成鈑桁橋3連 + 単純合成鈑桁橋2連 + 3径間連続鈑桁橋1連 + 単純合成鈑桁橋1連
- 橋格 - 第1種 (TL-20)
- 橋長 - 562.600 m
  - 入間川渡河部 - 194.100 m
    - 支間割 - 37.500 m + ( 38.200 m + 45.000 m + 38.200 m )  + 33.300 m

  - 橋台部 - 5.500 m
  - 小畔川渡河部 - 122.500 m
    - 支間割 - 42.900 m + 38.400 m + 39.300 m

  - 橋台部 - 5.500 m
  - 越辺川渡河部 - 235.000 m
    - 支間割 37.500 m + 33.300 m + ( 31.800 m + 60.000 m + 31.800 m )  + 39.300 m
- 幅員
  - 総幅員 - 10.200 m（上り）
  - 有効幅員 - 9.500 m（上り）、9.75 m（下り）
  - 車道 - 7.250 m（上り）
  - 歩道 - 片側2.250 m（上り）
- 総鋼重 - 940.678 t（上り）
- 架設工法 - ケーブルエレクション工法・トラッククレーンベント工法（上り）
- 床版 - RC床版（上り）
- 施工 - 松尾橋梁[注釈 1]（上り）、櫻田機械工業[注釈 2]・東京鐵骨橋梁製作所[注釈 3]（下り）

## 歴史
1909年（明治42年）に橋長460 m、幅員4.4 mの木橋が架設された。
1951年（昭和26年）に一部が単純鈑桁からなる橋長195 m、幅員5.5 mの永久橋となった。1961年（昭和36年）には橋長525 mが永久橋となった
。
現在の橋は上りが1968年（昭和43年）8月10日に、下りが1977年（昭和52年）7月に開通した。

## 隣の橋
- 入間川

（上流） - 雁見橋 - 平塚橋 - 落合橋 - 釘無橋 - 出丸橋 - （下流）
- 小畔川

（上流） - 莿橋 - 鎌取橋 - 落合橋 - 越辺川に合流 - （下流）
- 越辺川

（上流） - 越辺川橋 - 道場橋 - 落合橋 - 釘無橋 - 入間川に合流 - （下流）